# Martin Bang Christensen
Martin Bang Christensen (25 giugno 1998) è un tuffatore danese.

## Biografia
Ha rappresentato la nazionale danese ai Giochi europei di Baku 2015.

## Palmarès
| Anno                              | Manifestazione   | Sede   | Evento          | Risultato | Prestazione | Note |
| --------------------------------- | ---------------- | ------ | --------------- | --------- | ----------- | ---- |
| In rappresentanza della Danimarca |                  |        |                 |           |             |      |
| 2015                              | Giochi europei   | Baku   | Trampolino 3m   | 13º Q     | 464,15 p.   |      |
| 2015                              | Giochi europei   | Baku   | Piattaforma 10m | 14º Q     | 387,10 p.   |      |
| 2015                              | Giochi europei   | Baku   | Sincro 3m       | 9º        | 245,10 p.   |      |
| 2016                              | Europei di nuoto | Londra | Sincro 10m      | 7º        | 361,20 p.   |      |
| 2019                              | Europei di tuffi | Kiev   | Piattaforma 10m | 18º Q     | 264,45 p.   |      |